# Dick Costolo
Richard William Costolo (pronunciado: /ˈkɒstəloʊ/; Royal Oak, 10 de septiembre de 1963) es un empresario estadounidense. Ejerció como director ejecutivo (CEO) de Twitter, Inc. entre 2010 y 2015, anteriormente también se desempeñó como director de operaciones antes de servir como CEO.

## Carrera
Costolo nació en Royal Oak (Míchigan). En 1985, obtuvo una licenciatura en Ciencias de la Computación y la Comunicación de la Universidad de Míchigan.[cita requerida] Al graduarse, decidió no aceptar ofertas de empresas de tecnología, y en su lugar, se mudó a Chicago para trabajar en comedia de improvisación.
Después de su experiencia en la improvisación en Chicago, Costolo trabajó durante ocho años en Andersen Consulting, donde llegó a ser gerente senior en los grupos de productos y tecnología. Posteriormente, cofundó Burning Door Networked Media, una empresa de consultoría en diseño y desarrollo web, que fue adquirida por Digital Knowledge Assets en octubre de 1996. Más adelante, cofundó SpyOnIt, un servicio de monitoreo de páginas web, que fue vendido a 724 Solutions en septiembre de 2000.
En 2004, Costolo, junto con Eric Lunt, Steve Olechowski y Matt Shobe, fundó FeedBurner, un proveedor de gestión de fuentes web. Cuando Google adquirió FeedBurner en 2007, Costolo pasó a formar parte del equipo del gigante de búsquedas. Tras la compra, comenzó a trabajar en otras áreas dentro de Google. 
En julio de 2009, Costolo dejó Google y en septiembre se anunció su incorporación a Twitter como director de operaciones. Aunque inicialmente se esperaba que su rol como director ejecutivo en 2010 fuera temporal, cubriendo la baja por paternidad del entonces director ejecutivo Evan Williams, el puesto terminó convirtiéndose en permanente. En 2011, Costolo hizo una declaración memorable sobre Twitter, afirmando: "Somos el ala de la libertad de expresión del partido de la libertad de expresión".
En mayo de 2011, se anunció que el presidente Obama nombró a Dick Costolo para el Comité Asesor de Telecomunicaciones de Seguridad Nacional. En este comité, también fueron nombrados el vicepresidente corporativo del Trustworthy Computing Group de Microsoft, Scott Charney, y el presidente de seguridad de McAfee, David DeWalt.
En enero de 2012, se vio envuelto en la controversia generada por la ley SOPA, después de comentar sobre el apagón planeado de Wikipedia. "Eso es una tontería", afirmó. "Cerrar una empresa global como reacción a una cuestión política nacional que tiene un solo objetivo es una tontería".
En 2013, el medio Business Insider lo describió como "uno de los CEO más impresionantes de Silicon Valley", y la revista Time lo incluyó dentro de los 10 directores ejecutivos tecnológicos más influyentes de Estados Unidos. Costolo pronunció el discurso de graduación de primavera de 2013 ante la clase de graduados de la Universidad de Michigan el 4 de mayo de 2013.
En 2015, se filtró un memorando interno de Twitter en el que Dick Costolo expresaba que estaba "francamente avergonzado" por la forma en que la compañía gestionaba el troleo y el abuso en la plataforma. En el mensaje, reconoció: "Somos pésimos en el manejo del abuso y los trolls en la plataforma y hemos sido pésimos en eso durante años", admitiendo además que Twitter había perdido usuarios como consecuencia de este problema.
El 11 de junio de 2015, se anunció que Costolo dejaría su cargo de CEO el 1 de julio de 2015 y sería reemplazado de manera interina por el cofundador y presidente de Twitter, Jack Dorsey, hasta que la Junta Directiva encontrara un reemplazo. El 8 de agosto de 2015, The New York Times informó que Costolo dejaría la Junta Directiva de Twitter a finales de año o cuando se designara un nuevo director ejecutivo.
En octubre de 2015, Costolo fue anunciado como consultor para la serie de televisión de HBO Silicon Valley. Apareció en dos episodios de la serie, el episodio 8 de la temporada 3 y el final de la temporada 6.
En diciembre de 2015, Dick Costolo anunció que se había unido a la junta directiva de Patreon, una startup que ayuda a los artistas a recaudar fondos para sus proyectos creativos.
En enero de 2016, Costolo anunció que lanzaría una startup de fitness junto con Bryan Oki, director ejecutivo de Fitify. Los dos cofundadores están "construyendo una plataforma de software que reinventa el camino hacia el fitness personal".
En febrero de 2016, Costolo se unió a Index Ventures como socio.

## Controversias
En octubre de 2020, algunos de los tuits de Costolo generaron controversia. En un hilo que publicó criticando a Coinbase, una empresa de criptomonedas, y a su CEO Brian Armstrong por negarse a participar en ciertos movimientos sociales y políticos como Black Lives Matter, Costolo tuiteó:

Los capitalistas egoístas que piensan que se puede separar la sociedad de los negocios serán las primeras personas alineadas contra la pared y ejecutadas en la revolución. Proporcionaré con gusto comentarios en video.